# Cosy Den

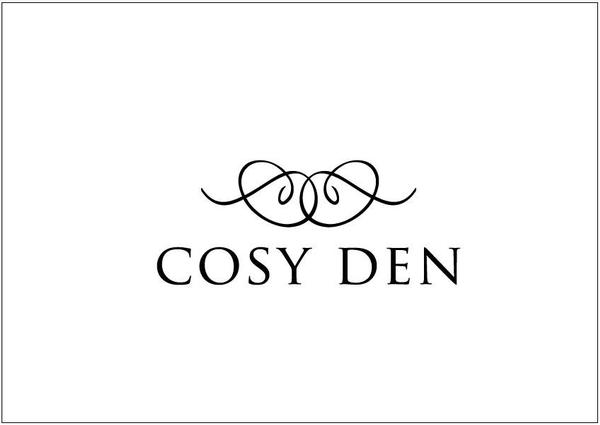
Cosy Dens logotyp.

Cosy Den är en svensk indieklubb baserad i Stockholm. Namnet är hämtat från titeln på The Bear Quartets andra skiva. Uppåt 400 framträdanden har hittills ägt rum på Cosy Den-scenen.

## Historik
Klubben grundades i juli 2004 sedan man lovat två finländska band en spelning i Göteborg men inte hittat någon lokal, varför vardagsrummet i en sextiofyra kvadratmeter stor hyresrätt i förorten Bergsjön fick duga. Ofta kom över ett hundra gäster till lägenheten. Bland artisterna som spelade i lägenheten märks Cats on Fire, Mattias Alkberg, Suburban Kids With Biblical Names, A Hawk and a Hacksaw, Le Sport, thehelpmeplease och Las Palmas. Totalt hölls 24 konserter och spoken word-framträdanden - på en scen byggd av lastpallar och en matta - innan avskedskvällen i november 2005.
I augusti 2006 arrangerades I'm From Bräkne-Hoby-festivalen i Blekinge i samarbete med två andra arrangörer. Framträdde gjorde 15 svenska och utländska artister.
Cosy Den-kvällarna arrangeras sedan sommaren 2007 främst i Stockholm. Sommaren 2009 firades klubbens femårsjubileum med arrangemang under fem dagar i Stockholm och Haninge, som till storleken men inte formatet (då den hölls på klubbar i staden) var en festival. Evenemanget är sedan dess årligt återkommande.

## Spinoff
Skivetiketten Cosy recordings, som är en förgrening från klubben, började under 2007 ge ut skivor något oftare, efter att tidigare ha släppt två samlingsskivor. Den ligger dock numer på is.
Dessutom finns den sporadiska bakfickan Family Affair, som drivs tillsammans med klubben On Our Honeymoon. Detta försiggår på en liten restaurang på Skånegatan, där det går in ungefär 30 personer och man bjuds på spelningar i den lilla fönsterscenen. (Listan över artister nedan omfattar även konserter på Family Affair.)

## Artister som framträtt på Cosy Den
2016
Johan Hedberg, Blocma, Springfactory
2015
Le Muhr, Martha, Lothar, Emma Kupa - två gånger, Ninni Forever Band, Azure Blue, Pintandwefall, Haiku Salut, Maia Dietrich, The Hearing, Luntgatan girls, Supertuff, Eterkropp, Jimmy Whispers, Culkin, It's For Us, Dream Lake, The Honeydrips, Lighthouse, Evans the Death
2014
Jenny Wrangborg & Stationen, de Montevert, Vit Päls, Tiny Cities, Nightbus 666, Lothar, Vasas flora och fauna, Immunförsvaret, Verksamhetet, UFOFBI, The Garlands, Tiny Oceans, Paddington Distortion Combo, Farväl till ungdomen, It's for us, Culkin, Oväder, Matriarkatet, L'Obscurité, Mansion, Levande Död, The Tiny Giant, LLEGRD, Hello my name is Olivia, Albin Olsson, Simon Gärdenfors, Francis May, Insecure Weak and Quit, Moon City Boys, Supertuff, TV Dinner Education, Let's Say We Did, Jen Schande, Kim Kelly Is My Friend
2013
Horowitz, Maria Eriksson, Silverarken, The Baseball Field, Paddington Distortion Combo, Eter, The Hearing, Skulls n Spiral, Johan Hedberg med vård skola och omsorg, Tiger Tape, Saigon, The New Tigers, Making Marks, Lissi Dancefloor Disaster, Ninni Forever Band, Verksamhetet, Are You Feverish Ian?, Catfish Corner, Supertuff, Könsförrädare, Westkust, Soda Fountain Rag, A Smile and a Ribbon, Pintandwefall, UFOFBI, Skator, Sippinkollektivet, Tellan, Bristlemouth, Hätm, Supertuff, Let's Say We Did, Moon Types, Reb Kean, Dinosaurs Are Still Alive
2012
Mole Says Hi - tre gånger, Famnen, Stephen Lawrie of The Telescopes, Þverfellshorn, Library Tapes, Forests, Laboratorium Svart, Bobbypinrocker, Top Sound - två gånger, PMtoyou, Let's Say We Did, Vit Päls, de Montevert, David Wenngren, Gareth Dickson, Nils Folke Valdemar Sings, Missy Bly, Allvaret, The Smittens, Redmalm, Carelessland, Let's Say We Did, The Little Hands of Asphalt, Azure Blue, Blackberry Wine, Culkin, Dinosaurs Are Still Alive, James Ausfahrt, Springfactory, Suburban Kids With Biblical Names, Üni Foreman, Jenny Wrangborg, Cats on fire, Holograms, NEJ, The Just Joans, Stefan Korpar, Le Muhr, Makthaverskan, Slutet, Vasas flora och fauna, Iiris Viljanen, Westkust, Åbe, Horrible Houses, Lost Summer Kitten
2011
Supertuff - två gånger, Famnen, The New Tigers, Dinosaurs Are Still Alive, de Montevert - fem gånger, Simon Gärdenfors - två gånger, Iiris Viljanen, Johan Hedberg, Ulrika Windolf, Tiger Tape - två gånger, Elvira Bira, Uni and her Ukelele, Jordens Otur - två gånger, Karantän, Third Brother, Friday Bridge - två gånger, Woodchucker, Kuryakin, Library Tapes, Bristlemouth, maybe sucks - två gånger, Models Inc., Faster Glenn, Paddington Distortion Combo - tre gånger, We.the Pigs, Haiku Salut, Mats Wikström, Haningealliansen, Bearsuit, Vit Päls, School Sweet School, This Year's Model, Moon Types, Årtusendefalken, Rebecka Ahlberg, Iiris Viljanen & Co, James Ausfahrt
2010
Famous Dave and His Strange Blue Dreams, The Starlets, The Garlands - två gånger, The Mare - två gånger, Mole Says Hi - två gånger, Iiris Viljanen Trio - två gånger, Tiger Tape - två gånger, Cats on Fire - två gånger, Johan Hedberg, Tellus About the Moon, The Paper Merchants, The Specific Heats, Mattias Björkas, Gary Olson, Colin Clary - två gånger, Allo Darlin', The Smittens, Moustache of Insanity, Culkin, Dinosaurs Are Still Alive, Roadside Poppies, Haningealliansen, Top Sound, de Montevert - två gånger, Stella Rocket, A Smile and a Ribbon, Soda Fountain Rag, Nils Folke Valdemar Sings, Kindergarten Kisses, Bobbypinrocker - två gånger, The Baseball Field, Little Big Adventure, White Town, We Are Soldiers We Have Guns, tada tátà, Kattmusik, Dr. Arthur Krause, Varannan Vatten
2009
Woodchucker, Precious Moments, Action Biker, Library Tapes, Moofish Catfish - två gånger, Tada Tátà - två gånger, Cats on Fire - två gånger, Kawaii, Ring Snuten! - två gånger, Jon Mårtensson & Aggro, Rigas den andre, Sly Hats, Top Sound, The Motifs, Outmen, James Ausfahrt, Cocoanut Groove, Rostsverige, The Honeydrips, Compute, Steso songs, Varannan Vatten, Kajsa Grytt, Palpitation, Tafra, Let's Whisper, MJ Hibbett, Johan Hedberg, Strawberry Fair, Burning Hearts, Friday Bridge, The Smittens, Would-Be-Goods, Jap Adaptors, Allo Darlin', The Paper Merchants, Paddington Distortion Combo, White Town, Vit Päls, Suburban Kids With Biblical Names, Erik de Vahl, Mats Jonsson, The Nasser Book Club, Uni & Her Ukelele, Culkin, Bristlemouth, The Baseball Field, Kronprinsen, Nils Folke Valdemar Sings, Horowitz, de Montevert, The Andersen Tapes
2008
The Mare, Elenette, Nils Folke Valdemar Sings, Bare Knees - två gånger, Suburban Kids With Biblical Names, Moofish Catfish, Little Big Adventure, Friday Bridge, Fosca, Johan Hedberg, Erik Halldén, Rozi Plain, Ray Rumours, Tafra, Top Sound, Would-Be-Goods, Disco Langsam, Le Ton Mité, Jap Adaptors, The Paper Merchants, Paddington Distortion Combo, jssfrk, Culkin, Springfactory, The Deirdres, Monster Bobby, The Baseball Field, Kattmusik, Scarlet's Well
2007
After-School Sports - två gånger, The Electric Pop Group, Johan Hedberg - två gånger, Chris Bathgate, Liechtenstein, Saturday Looks Good To Me, The Besties - två gånger, Cats on Fire, The Young Untold, The Faintest Ideas, Twig, Paddington Distortion Combo, Erik Halldén, White Town
2006
Kattmusik, Erik de Vahl, Co-Ed, Dialog - två gånger, Agent Simple - tre gånger, Henrik Bromander - två gånger, Fibi Frap, Las Palmas, Robot Cowboy - två gånger, Compute, Robotníčka, Erik Halldén - två gånger, Don Lennon, Samarbetssvårigheter, Jens Lekman - två gånger, Hospitalet, Paddington Distortion Combo, Company Fuck, Great Lakes, The Ladybug Transistor, The Mare, Cats on Fire - fyra gånger, The Bobby McGee's - två gånger, Oh! Custer, The Budgies, Suburban Kids With Biblical Names, Pants Yell!, The Bright Lights - två gånger, Surplus People, Bare Knees - två gånger, The Honeydrips - tre gånger, Lost Summer Kitten, The Bedtime Stories, G.O.O.F. - två gånger, Still Flyin', Erlend Øye, Jacques Labouchere, Rastlös - två gånger, White Town - tre gånger, Tiny Well-Placed Bleep, Pär Thörn, Joakim Pirinen & Mikael Strömberg, The Dead Science, Casiotone For The Painfully Alone, The Faintest Ideas, Ultrasport, Ring Snuten!, Go-Kart Mozart, Sibiria, Pipas - två gånger, Mattias Björkas, Rough Bunnies
2005
Robert Svensson, Mattias Alkberg, A Hawk and a Hacksaw, We Are Soldiers We Have Guns, Laurel Music, Jana Hunter, thehelpmeplease - två gånger, Viking Moses, All Of My Brother's Girlfriends - två gånger, Mats Jonsson, Springfactory, Sibiria, Suburban Kids With Biblical Names, Paddington Distortion Combo, Le Sport, Ludwig Landström, Agent Simple - två gånger, Nixon, Dorotea, Smak, Slack-O, Compute, Vapnet, White Town, Cats on Fire
2004
Le Futur Pompiste, Cats on Fire, Aggro, Las Palmas